# Псалом 94
Псалом 94 (у масоретській нумерації — 95) — дев'яносто четвертий псалом Книги псалмів, один з Царських псалмів (псалми 92—98), який славить Бога як Царя Свого народу. В 94 псалмі не вказується жодного автора, але в Посланні до Євреїв (Євр. 4:7) присутнє посилання на царя Давида. Грецька версія Біблії Септуагінта також приписує авторство Давидові.

## Структура
Дослідник Старого Завіту Герман Ґункель структурував псалом таким чином:
1. Вірші 1–7d: Гімн громади на прославу Господа Бога
  1. Вірші 1–5 оспівують велич Господьню (перший вірш — вступна частина)
  2. Вірші 6–7d: Радість (шостий вірш — вступна частина)
2. Вірші 7–11: Господьне передвачення: попередження і погроза
  1. Вірш 7: Вступ
  2. Вірші 8–10: Приклад з минулого

## Дата
Псалом датують часом після повернення з вавилонського полону, оскільки в псалмі можна прочитати, що через жалюгідні умови громада повстала проти правління Божого.

## Текст
| Вірш | Гебрейська мова                                                  | Давньогрецька мова (Септуаґінта)                                                                                         | Латинська мова (Вульгата) | Українська мова (Переклад Хоменка)                                                                             |
| ---- | ---------------------------------------------------------------- | --- | --- | --- |
| 1    | לְכוּ, נְרַנְּנָה לַיהוָה; נָרִיעָה, לְצוּר יִשְׁעֵנוּ.                             | Αἶνος ᾠδῆς τῷ Δαυιδ. Δεῦτε ἀγαλλιασώμεθα τῷ κυρίῳ, ἀλαλάξωμεν τῷ θεῷ τῷ σωτῆρι ἡμῶν·                                     | Laus cantici ipsi David. [Venite, exsultemus Domino; jubilemus Deo salutari nostro;                                                  | Ходіте, заспіваймо Господеві, воскликнім Скелі нашого спасіння.                                                |
| 2    | נְקַדְּמָה פָנָיו בְּתוֹדָה; בִּזְמִרוֹת, נָרִיעַ לוֹ.                               | προφθάσωμεν τὸ πρόσωπον αὐτοῦ ἐν ἐξομολογήσει καὶ ἐν ψαλμοῖς ἀλαλάξωμεν αὐτῷ.                                            | præoccupemus faciem ejus in confessione, et in psalmis jubilemus ei:                                                                 | Ходімо перед нього з хвалою і піснями йому воскликнім.                                                         |
| 3    | כִּי אֵל גָּדוֹל יְהוָה; וּמֶלֶךְ גָּדוֹל, עַל-כָּל-אֱלֹהִים.                         | ὅτι θεὸς μέγας κύριος καὶ βασιλεὺς μέγας ἐπὶ πάντας τοὺς θεούς·                                                          | quoniam Deus magnus Dominus, et rex magnus super omnes deos.                                                                         | Бо Господь — Бог великий і цар великий над усіма богами.                                                       |
| 4    | אֲשֶׁר בְּיָדוֹ, מֶחְקְרֵי-אָרֶץ; וְתוֹעֲפֹת הָרִים לוֹ.                             | ὅτι ἐν τῇ χειρὶ αὐτοῦ τὰ πέρατα τῆς γῆς, καὶ τὰ ὕψη τῶν ὀρέων αὐτοῦ εἰσιν·                                               | Quia in manu ejus sunt omnes fines terræ, et altitudines montium ipsius sunt;                                                        | В його руці — землі глибінь, і верхи гір йому належать.                                                        |
| 5    | אֲשֶׁר-לוֹ הַיָּם, וְהוּא עָשָׂהוּ; וְיַבֶּשֶׁת, יָדָיו יָצָרוּ                          | ὅτι αὐτοῦ ἐστιν ἡ θάλασσα, καὶ αὐτὸς ἐποίησεν αὐτήν, καὶ τὴν ξηρὰν αἱ χεῖρες αὐτοῦ ἔπλασαν.                              | quoniam ipsius est mare, et ipse fecit illud, et siccam manus ejus formaverunt.                                                      | Море — його, бо то він витворив його, і сушу його руки створили.                                               |
| 6    | בֹּאוּ, נִשְׁתַּחֲוֶה וְנִכְרָעָה; נִבְרְכָה, לִפְנֵי-יְהוָה עֹשֵׂנוּ.                       | δεῦτε προσκυνήσωμεν καὶ προσπέσωμεν αὐτῷ καὶ κλαύσωμεν ἐναντίον κυρίου τοῦ ποιήσαντος ἡμᾶς·                              | Venite, adoremus, et procidamus, et ploremus ante Dominum qui fecit nos:                                                             | Ходіте, поклонімся і ниць припадім; припадімо на коліна перед Господом, творцем нашим!                         |
| 7    | כִּי הוּא אֱלֹהֵינוּ-- וַאֲנַחְנוּ עַם מַרְעִיתוֹ, וְצֹאן יָדוֹ: הַיּוֹם, אִם-בְּקֹלוֹ תִשְׁמָעוּ. | ὅτι αὐτός ἐστιν ὁ θεὸς ἡμῶν, καὶ ἡμεῖς λαὸς νομῆς αὐτοῦ καὶ πρόβατα χειρὸς αὐτοῦ. σήμερον, ἐὰν τῆς φωνῆς αὐτοῦ ἀκούσητε, | quia ipse est Dominus Deus noster, et nos populus pascuæ ejus, et oves manus ejus.                                                   | Бо він наш Бог, і ми народ його пасовиська, і його руки отара. Якби ж то ви послухали вже голос його сьогодні! |
| 8    | אַל-תַּקְשׁוּ לְבַבְכֶם, כִּמְרִיבָה; כְּיוֹם מַסָּה, בַּמִּדְבָּר.                          | μὴ σκληρύνητε τὰς καρδίας ὑμῶν ὡς ἐν τῷ παραπικρασμῷ κατὰ τὴν ἡμέραν τοῦ πειρασμοῦ ἐν τῇ ἐρήμῳ,                          | Hodie si vocem ejus audieritis, nolite obdurare corda vestra                                                                         | «Не будьте тверді серцем, як у Меріві, як у день Масси в пустині,                                              |
| 9    | אֲשֶׁר נִסּוּנִי, אֲבוֹתֵיכֶם: בְּחָנוּנִי, גַּם-רָאוּ פָעֳלִי                          | οὗ ἐπείρασαν οἱ πατέρες ὑμῶν, ἐδοκίμασαν καὶ εἴδοσαν τὰ ἔργα μου.                                                        | sicut in irritatione, secundum diem tentationis in deserto, ubi tentaverunt me patres vestri: probaverunt me, et viderunt opera mea. | де спокушали мене батьки ваші, випробовували мене, хоча й бачили моє діло.                                     |
| 10   | אַרְבָּעִים שָׁנָה, אָקוּט בְּדוֹר-- וָאֹמַר, עַם תֹּעֵי לֵבָב הֵם; וְהֵם, לֹא-יָדְעוּ דְרָכָי.  | τεσσαράκοντα ἔτη προσώχθισα τῇ γενεᾷ ἐκείνῃ καὶ εἶπα ᾿Αεὶ πλανῶνται τῇ καρδίᾳ καὶ αὐτοὶ οὐκ ἔγνωσαν τὰς ὁδούς μου,       | Quadraginta annis offensus fui generationi illi, et dixi: Semper hi errant corde.                                                    | Сорок років осоружний був мені той рід, і я мовив: То народ, що блукає серцем; вони моїх доріг не знають.      |
| 11   | אֲשֶׁר-נִשְׁבַּעְתִּי בְאַפִּי; אִם-יְבֹאוּן, אֶל-מְנוּחָתִי                             | ὡς ὤμοσα ἐν τῇ ὀργῇ μου Εἰ εἰσελεύσονται εἰς τὴν κατάπαυσίν μου.                                                         | Et isti non cognoverunt vias meas: ut juravi in ira mea: Si introibunt in requiem meam.]                                             | Тому й поклявсь я в моїм гніві: Вони не ввійдуть у мій спочинок!»                                              |

## Використання

### Юдаїзм
- Початковий абзац Каббалату Шабат.[7]
- Читається на сабат Гаґадол.[8]

### Новий Завіт
- Вірші 7—11 процитовані в Євр. 3:7—11, 15, 18; Євр. 4:1, 3, 5, 7.[9]

### Християнство
У латинських псалтирях, які використовуються на літургії в римському обряді, псалом співають щодня. Його також виконувать в англіканській і лютеранській літургіях ранкової молитви з використанням інципіту з псалому: Venite або Venite, exultemus domino (також Пісня Тріумфу).